# Vitamin Well
Vitamin Well är ett svenskt företag och även varumärke för vitamindrycker. Bolaget grundades 2006 av Jonas Pettersson och dryckerna släpptes på marknaden i maj 2008. Ambitionen var då att skapa en vitamindryck utan socker.
Bolaget äger även varumärkena Nocco, Barebells och Nobe Aloe Vera.

## Sortiment
Vid lanseringen i maj 2008 fanns tre smaker; Vitamin Everyday med smak av äpple, Vitamin Care med smak av grapefrukt och Vitamin Defence med smak av citron och fläder. Senare lanserades även fler smaker.
2014 inleddes ett samarbete med Zlatan Ibrahimović och i mars 2015 lanserade han sin egen dryck, Vitamin Well Upgrade, med smak av kaktus och lime. Samarbetet avslutades i januari 2018.
Vitamin Well har, förutom vitamindrycker, även lanserat sportdrycker, dessa vid namn Sport 001 och Sport 002 (med smak av citron och lime) samt Sport 003, varav de två sistnämnda är sockerfria. Alla dessa innehåller dock i likhet med vitamindryckerna också vitaminer.